# Malabarbärbling
Der Malabarbärbling (Devario aequipinnatus, Syn.: Danio aequipinnatus) ist ein kleiner Süßwasserfisch, der auf dem Indischen Subkontinent vorkommt.

## Merkmale
Der Malabarbärbling hat einen langgestreckten, seitlich stark abgeflachten und vorn relativ hohen Körper. Die Bauchlinie ist stärker ausgebuchtet als die Rückenlinie. Er erreicht eine Maximallänge von 12 cm bis 13 cm. Der Rücken der Tiere ist stahlblau bis grüngrau. Die Körperseiten sind durch drei bis vier stahlblaue Längsstreifen, die durch schmale goldene Streifen voneinander getrennt sind, gemustert. Die Längsstreifen beginnen über den Bauchflossen und reichen bis auf den Schwanzflossenstiel. Der Kopf ist silbrig, die Iris gold, der Kiemendeckel schimmert gold oder grünlich. Direkt dahinter befinden sich einige goldfarbene Querstreifen auf blauem Grund. Die Brustflossen sind farblos, die übrigen Flossen rosig oder bläulich. Weibchen sind matter gefärbt als die Männchen und fülliger. Das Maul ist leicht oberständig. Es wird von einem Paar von Barteln am Oberkiefer flankiert. Die Unterkieferbarteln sind verkümmert. Die Seitenlinie ist vollständig.
- Flossenformel: Dorsale 2/10–13, Anale 3/12–16, Pectorale 1/14, Ventrale 1/7.
- Schuppenformel: mLR 35–37.

## Lebensweise
Malabarbärblinge leben als Schwarmfische in Fließgewässern bis in eine Höhe von 300 m NN. Sie halten sich vor allem nah der Oberfläche auf und ernähren sich von Insekten, die auf die Wasseroberfläche gefallen sind, von Krebstieren und Würmern.

## Aquaristik
Der Malabarbärbling wurde 1909 zum ersten Mal nach Deutschland eingeführt und gehört seither zum Standardangebot des Zoofachhandels. Lange Zeit war ungewiss ob es sich bei den für die Aquaristik eingeführten Fischen um Devario aequipinnatus oder den nah verwandten und sehr ähnlichen Devario malabaricus handelt. Der von D. malabaricus abgeleitete deutsche Name Malabarbärbling ging auf Devario aequipinnatus über, nachdem man sich der Identität der Art sicher war.